# Ceroplastes sinoiae
Ceroplastes sinoiae är en insektsart som beskrevs av Hall 1931. Ceroplastes sinoiae ingår i släktet Ceroplastes och familjen skålsköldlöss. Inga underarter finns listade i Catalogue of Life.